# Erwin Bugár
Erwin Bugár (* 12. Juni 1952; † 2. Dezember 2020) war ein deutscher Fußballfunktionär.

## Leben
Der beruflich als Rechtsanwalt tätige Bugár wurde 1990 im Deutschen Fußball-Verband der DDR Beisitzer des Sportgerichts. Zwischen 1991 und 1995 war er Vorsitzender des 1. FC Magdeburg, hernach von 1995 bis 2004 als stellvertretender Vorsitzender Mitglied des Verwaltungsrats sowie des Aufsichtsrats und später Ehrenmitglied des Vereins.
Beim Nordostdeutschen Fußballverband (NOFV) war Bugár zwischen 1995 und 2012 als Beisitzer im Sportgericht tätig, von 2001 bis 2012 saß er im Kontrollausschuss des Deutschen Fußball-Bunds (DFB) und gehörte von 2000 bis 2002 dem DFB-Sportgericht an. Er trat 2004 das Amt des stellvertretenden Vorsitzenden des Fußballverbandes Sachsen-Anhalt (FSA) an, von 2012 bis 2019 war er FSA-Vorsitzender und danach Ehrenvorsitzender. Bugár war ebenfalls Vizepräsident des Landessportbundes Sachsen-Anhalt.
Von 2016 bis zu seinem Ableben war Bugár beim Deutschen Fußball-Bund Vizepräsident für Breitenfußball und Breitensport. Präsident des Nordostdeutschen Fußballverbands war Bugár von 2018 bis 2020.

### Ehrungen
- Goldene Ehrennadel des DFB (2016)
- Goldene Ehrennadel des FSA (2009)
- Goldene Ehrennadel des NOFV (2007)
- Silberne Ehrennadel des DFB (2008)
- Silberne Ehrennadel des NOFV (2001)[4]